# Turó de Caldes
El Turó de Caldes és un turó de 115 metres que es troba dins la població de Caldes d'Estrac, al municipi del mateix nom, a la comarca del Maresme.